# Штеммлер, Мартин
Ма́ртин Ште́ммлер (нем. Martin Staemmler; 23 октября 1890, Душник, Германская империя — 6 июля 1974, Киль, ФРГ) — немецкий медик.

## Биография

### Ранние годы. Становление академической карьеры
Из многодетной семьи пастора. Посещал школы в Бромберге, Гнезене и Позене. Изучал медицину в различных университетах Германии, защитил кандидатскую диссертацию в Берлинском университете. Участник Первой мировой войны, военврач. В 1922 году защитил в Гёттингене докторскую диссертацию по патологоанатомии. В 1926 году стал экстраординарным профессором в Гиссене, с 1927 года — директор Института патологий и гигиены в Хемнице. В 1928 году получил кафедру в Лейпцигском университете.

### Карьера при нацистах
В 1931 году вступил в НСДАП, хотя в предисловии к своей работе «Культивирование расы в народном государстве» заявлял о своей беспартийности. Работал референтом Расово-политического управления НСДАП. Участвовал в написании «Справочника по еврейскому вопросу» публициста Теодора Фрича. С 1934 года ординарный профессор в Киле, в 1938—1943 годах ректор университета Бреслау. В годы войны был соиздателем журнала Расово-политического управления «Народ и раса». В январе 1945 года откомандирован в Берлин.

### После войны
В 1945 году попал в Берлине в советский плен и был интернирован во Франкфурте-на-Одере. В марте 1946 года бежал из лагеря для интернированных на Запад. В мае 1946 — апреле 1947 гг. интернирован в лагере под Гамбургом. С июля 1947 года работал в частном Институте патологий в Детмольде. С мая по декабрь 1949 года — патологоанатом городской больницы Хамма. С 1950 года директор Института патологий и бактериологии Ахена, с 1960 года руководил отделом патологий фирмы Grünenthal GmbH.
Все значимые работы Штеммлера были внесены в Список запрещённых книг в советской зоне оккупации Германии.

## Сочинения
- Die isolierte (Fiedlersche) Myokarditis. Stuttgart : G. Fischer, 1962.
- Die Erfrierung. Leipzig : G. Thieme, 1944.
- Der Sieg des Lebens ist der Sinn der Welt. Berlin : Volk u. Reich Verl., 1942, 2. Aufl.
- Deutsche Rassenpflege. Berlin : Verl. Neues Volk [Reichsgesundheitsverl.], 1942, 4. Aufl.
- Hydromyelie, Syringomyelie und Gliose. Berlin : Springer-Verl., 1942.
- De uitlesing in den erfstroom van het volk. Amsterdam : Westland, 1942.
- Ueber Keimschädigung durch Genußgifte. Berlin : Neuland-Verlagsges., 1941, 2. Aufl.
- Die Auslese im Erbstrom des Volkes. Berlin : Eher [Zweigniederlassg], 1939.
- Rassenpflege im völkischen Staat. München : J. F. Lehmanns Verl., 1939, 7. Aufl.
- Rassenpflege und Schule. Langensalza : Beyer, 1937, 3. u. 4. Aufl.
- Der Rassengedanke des Nationalsozialismus. Buenos Aires : NSDAP., Landesgruppe Argentinien, 1936.
- Grundtatsachen der Rassenkunde. Buenos Aires : NSDAP., Landesgruppe Argentinien, 1936.
- Volk und Rasse. Berlin : Verl. f. soziale Ethik u. Kunstpflege, [1935], 2. Aufl.
- Volk in Gefahr! München : Lehmann, [1933].
- Reiner Tisch zwischen deutsch und jüdisch. München : Lehmann, [1933].
- Rasse ist Schicksal. München : Lehmann, [1933].
- Über Kropfbefunde im Leichenhause des Charité-Krankenhauses zu Berlin. Berlin, 1914.